# IDEF

Mètodes IDEF: part de la caixa d'eines de l'enginyer de sistemes

IDEF, inicialment una abreviatura d'ICAM Definition i rebatejada l'any 1999 com a Integration Definition, és una família de llenguatges de modelatge en el camp de l'enginyeria de sistemes i programari. Cobreixen una àmplia gamma d'usos, des de modelatge funcional fins a dades, simulació, anàlisi i disseny orientats a objectes i adquisició de coneixement. Aquests llenguatges de definició es van desenvolupar amb finançament de la Força Aèria dels EUA i, tot i que encara són els més utilitzats per ells i altres agències militars i del Departament de Defensa dels Estats Units (DoD), són de domini públic.
Els components més reconeguts i utilitzats de la família IDEF són IDEF0, un llenguatge de modelatge funcional basat en SADT, i IDEF1X, que aborda els problemes de disseny de bases de dades i models d'informació.

## Visió general dels mètodes IDEF
IDEF fa referència a una família de llenguatges de modelatge, que cobreixen una àmplia gamma d'usos, des de modelatge funcional fins a dades, simulació, anàlisi/disseny orientat a objectes i adquisició de coneixement. Finalment, els mètodes IDEF s'han definit fins a IDEF14.
L'any 1995 només s'havien desenvolupat íntegrament els IDEF0, IDEF1X, IDEF2, IDEF3 i IDEF4. Alguns dels altres conceptes IDEF tenien algun disseny preliminar. Alguns dels darrers esforços van ser els nous desenvolupaments de l'IDEF el 1995 per establir mètodes fiables per al descobriment de restriccions empresarials IDEF9, captura de racionalitat de disseny IDEF6, sistema humà, disseny d'interacció IDEF8 i disseny de xarxa IDEF14.
Els mètodes IDEF7, IDEF10, IDEF11, IDEF 12 i IDEF13 no s'han desenvolupat més enllà de la seva definició inicial.

## Història
IDEF originalment significava ICAM Definition, iniciat als anys 70 al Laboratori de Materials de la Força Aèria dels EUA, la Base de la Força Aèria Wright-Patterson a Ohio per Dennis E. Wisnosky, Dan L. Shunk i altres, i acabat als anys 80. IDEF va ser un producte de la iniciativa ICAM de la Força Aèria dels Estats Units. L'IEEE va reformular l'abreviatura IDEF com a Definició d'integració. "
Els projectes específics que van produir IDEF van ser les prioritats del projecte ICAM 111 i 112 (més tard renumerades 1102). Les prioritats del projecte 6201, 6202 i 6203 del Sistema Integrat de Suport a la Informació (IISS) posteriors van intentar crear un entorn de processament d'informació que es pogués executar en entorns informàtics físics heterogenis. El desenvolupament d'IDEF es va produir en aquests projectes com a resultat de l'experiència adquirida amb les aplicacions de les noves tècniques de modelatge. La intenció dels esforços de l'IISS era crear "subsistemes genèrics" que poguessin ser utilitzats per un gran nombre d'empreses col·laboradores, com ara contractistes de defensa dels EUA i les forces armades de nacions amigues.
En el moment de l'esforç de l'ICAM 1102, hi havia nombrosos mètodes de model de dades, la majoria incompatibles, per emmagatzemar dades d'ordinador — seqüencial (VSAM), jeràrquic (IMS), xarxa (TOTAL i CODASYL de Cincom i IDMS de Cullinet). El model de dades relacionals acabava de sorgir com una manera prometedora de pensar sobre l'estructuració de dades per a un accés fàcil, eficient i precís. Els sistemes de gestió de bases de dades relacionals encara no havien sorgit com un estàndard general per a la gestió de dades.
L'oficina del programa ICAM va considerar valuós crear una manera "neutre" de descriure el contingut de dades dels sistemes a gran escala. La literatura acadèmica emergent va suggerir que es necessitaven mètodes per processar les dades independentment de la manera com s'emmagatzemen físicament. Així, el llenguatge IDEF1 es va crear per permetre una descripció neutral de les estructures de dades que es podrien aplicar independentment del mètode d'emmagatzematge o el mètode d'accés al fitxer.
IDEF1 va ser desenvolupat sota la prioritat del programa ICAM 1102 per Robert R. Brown de la Hughes Aircraft Company, sota contracte amb SofTech, Inc. Brown havia estat prèviament responsable del desenvolupament d'IMS mentre treballava a Rockwell International. Rockwell va optar per no buscar IMS com a producte comercialitzable, però IBM, que havia servit com a contractista de suport durant el desenvolupament, es va fer càrrec del producte i va tenir èxit en desenvolupar-lo per al mercat. Brown atribueix al seu col·lega de Hughes, Timothy Ramey, l'inventor d'IDEF1 com un formalisme viable per modelar estructures d'informació. Els dos investigadors de Hughes es van basar en idees i interaccions amb moltes lluminàries del camp en aquell moment. En particular, IDEF1 es basa en les tècniques següents:
- la tècnica del model d'informació en llenguatge natural en evolució (ENALIM) de GM Nijssen (Control Data Corporation) — aquesta tècnica és ara més coneguda com NIAM o model objecte-rol ORM;
- la tècnica d'estructures de dades de xarxa, anomenada popularment enfocament CODASYL, de Charles Bachman (Honeywell Information Systems);
- la tècnica de gestió de dades jeràrquica, implementada al sistema de gestió de dades IMS d'IBM, desenvolupada per RR Brown (Rockwell International);
- l'enfocament relacional de les dades d'EF Codd ( IBM);
- L'enfocament entitat-relació (E-R) de Peter Chen (UCLA).